# وادي الحطب (رواية)
وادي الحطب، رواية صدرت في 2019 عن دار ميارة للنشر، للكاتب الشيخ أحمد البان، هو كاتب، وروائي، وشاعر، وصحفي موريتاني ولد بمدينة أفلّة الواقعة في ولاية الحوض الغربي، حازت الرواية على جائزة كتارا للرواية العربية عن فئة الروايات المنشورة 2020.

## ملخص الرواية
"وادي الحطب" للشيخ أحمد البان تعتبر رواية تمتد على مدى ثلاثمائة وعشرين صفحة، تستكشف عمق المجتمع الموريتاني في فترة التعايش مع المستعمر وتتناول تفاصيل حياة الناس في ظل قضايا حيوية. تبرز قصة الاستعباد والتهميش الذين عانت منهما الطبقتين (العبيد والمعلمين)، وتركز أيضًا على التحديات التي واجهتها القبائل وشيوخها في مواجهة المستعمر. بجانب ذلك، يتمحور السرد حول وصف العادات الاجتماعية والجمال في الموريتانيا، بما في ذلك الفن، العزف، الرقص، والغناء، ويشمل توضيحاً للملابس والمأكولات وأدوات الحياة اليومية. الرواية تبتكر حبكة فنية معقدة تبدأ بلغز وتتقدم نحو الحل الذي ينسجم مع رؤية الكاتب بشكل متقن.

## جوائز
توجت الرواية بجائزة كتارا للرواية العربية في فئة "الروايات المنشورة" 2020.